# رالي فنلندا 2019
رالي فنلندا 2019 هو سباق رالي أقيم في الفترة من 1 إلى 4 أغسطس 2019 في يوفاسكولا، فنلندا الوسطى. كان الجولة التاسعة ضمن بطولة العالم للراليات موسم 2019. تكون الرالي من 23 مرحلة. فاز أوت تاناك ببطولة السائقين بينما كان تويوتا جازو لسباقات الرالي بطلا للفرق.